# Кубок мира среди аккордеонистов
Ку́бок ми́ра (фр. Coupe Mondiale), он же Чемпиона́т ми́ра среди́ баяни́стов и аккордеони́стов (англ. World Accordion Championship) — ежегодное соревнование исполнителей на баяне и аккордеоне, проводящееся Международной конфедерацией аккордеонистов (фр. Confédération Internationale des Accordéonistes, CIA). Впервые состоялся в 1938 году в Париже, дальнейшее проведение конкурса было прервано Второй мировой войной. С 1948 года проводится ежегодно в разных странах мира, однако трижды был отменён: в 1991 и 1993 году по причине августовских событий в СССР и конституционного кризиса в России, в 2020 году в связи с пандемией COVID-19. В 2016 году Кубок мира впервые прошёл в России — в Ростове-на-Дону на сцене Ростовского музыкального театра, собрав участников из 17 стран.
По состоянию на 2013 год участниками этого музыкального состязания, считающегося самым престижным среди исполнителей на данном инструменте, могли стать музыканты не старше 32 лет, а помимо основного конкурса солистов мероприятие включало ряд дополнительных — конкурс аккордеонных оркестров (не менее девяти исполнителей), конкурс на лучшее новое произведение для аккордеона и др. В современных кубках мира каждый раз принимает участие более сотни музыкантов; участников номинируют страны, входящие в Международную конфедерацию аккордеонистов, имя победителя наносится на переходящий кубок.

## Победители
| Год и место проведения    | Первая премия                             | Вторая премия                             | Третья премия                             |
| ------------------------- | ----------------------------------------- | ----------------------------------------- | ----------------------------------------- |
| 1938 — Париж              | Фредди Бальта                             |                                           |                                           |
| 1948 — Лозанна            | Иветт Орнер                               | Рудольф Вюртнер                           | Давиде Анцаги                             |
| 1949 — Спа                | Жильбер Руссель                           | Тедди Пфейффер                            | Давиде Анцаги                             |
| 1950 — Милан              | Давиде Анцаги                             | Морис Витне Эдгар Дериду                  | Гвенда Уилкин                             |
| 1951 — Париж              | Морис Витне                               | Луи Корсья                                | Морено Вольпини                           |
| 1952 — Схевенинген        | Давиде Анцаги                             | Жильбер Файт                              | Иоланда Габриэли                          |
| 1953 — Копенгаген         | Андре Ари                                 | Уильям Педерцоли                          | Жильбер Файт                              |
| 1954 — Штутгарт           | Фриц Доблер                               | Марио Монтанари                           | Жильбер Файт                              |
| 1955 — Брайтон            | Курт Хойссер                              | Марианна Пробст                           | Ханс Иоахим Вернеке                       |
| 1956 — Биль               | Джон Ла Падула                            | Гертрауд Винкльбауэр                      | Джоан Кокрен                              |
| 1957 — Саарбрюккен        | Роналд Суитц                              | Флавиано Фольи                            | Кристиан ди Маччо                         |
| 1958 — Брюссель           | Флавиано Фольи                            | Эрнест Манфреди                           | Владимир Бесфамильнов Вячеслав Галкин     |
| 1959 — Нью-Йорк           | Марианна Пробст                           | Флавиано Фольи                            | Кристиан ди Маччо                         |
| 1960 — Вена               | Хервиг Пейхер                             | Доналд Хьюм                               | Флавиано Фольи                            |
| 1961 — Вербания           | Доналд Хьюм                               | Лидия Котала                              | Айона Рид                                 |
| 1962 — Прага              | Айона Рид                                 | Леонард Лэнгли                            | Эдуард Митченко                           |
| 1963 — Баден-Баден        | Леонард Лэнгли                            | Ги Дени                                   | Юрген Лёхтер                              |
| 1964 — Торонто            | Стивен Доминко                            | Уильям Косби                              | Жерар Гризе                               |
| 1965 — Валлетта           | Беверли Робертс                           | Юрген Лёхтер                              | Уильям Косби                              |
| 1966 — Версаль            | Хенни Лангевелд                           | Жаклин Хофто                              | Гертруде Киссер                           |
| 1967 — Лейден             | Гизела Вальтер                            | Сильвия Форст                             | Джули Энн Каспржик                        |
| 1968 — Лестер             | Юрий Вострелов                            | Джули Энн Каспржик                        | Вячеслав Галкин                           |
| 1969 — Нью-Йорк           | Валерий Петров                            | Пэм Баркер                                | Анатолий Сенин                            |
| 1970 — Зальцбург          | Дайан Шмидт                               | Олег Шаров                                | Иван Коваль                               |
| 1971 — Брюгге             | Александр Скляров                         | Леонид Рубашнев                           | Джон Торчелло                             |
| 1972 — Каракас            | Джон Торчелло                             | Джозеф Натоли                             | Вернер Глуч                               |
| 1973 — Виши               | Сергей Слепокуров                         | Геннадий Мамайков                         | Вернер Глуч                               |
| 1974 — Стокгольм          | Анатолий Кузнецов                         | Вернер Глуч                               | Карен Фремар                              |
| 1975 — Хельсинки          | Владимир Зубицкий                         | Виталий Мунтян                            | Моника Сломски                            |
| 1976 — Вашингтон          | Виктор Фильчев                            | Фредерик Геруэ                            | Александр Ковтун                          |
| 1977 — Эйндховен          | Фредерик Геруэ                            | Макс Бонне                                | Уильям Самонек                            |
| 1978 — Лодзь              | Виктор Карпий                             | Вернер Глуч                               | Анатолий Зыков                            |
| 1979 — Канны              | Макс Бонне                                | Леонард Турнавичус                        | Моника Сломски                            |
| 1980 — Окленд             | Вернер Глуч                               | Ален Музикини                             | Кристиана Бонне                           |
| 1981 — Канзас-Сити        | Ален Музикини                             | Эдуард Хешен                              | Питер Соаве                               |
| 1982 — Гамбург            | Михаил Зацепин                            | Жан-Люк Манка                             | Анатолий Гайсин                           |
| 1983 — Линц               | Жан-Люк Манка                             | Жан-Марк Маррони                          | Ежи Шерневич                              |
| 1984 — Фолкстон           | Питер Соаве                               | Жан-Марк Маррони                          | Ежи Шерневич                              |
| 1985 — Париж              | Жан-Марк Маррони                          | Роберт Опёла                              | Анетт Лёффлер                             |
| 1986 — Белосток           | Юрий Фёдоров                              | Роберт Опёла                              | Игорь Сыроежкин                           |
| 1987 — Арнем              | Кристин Росси                             | Филипп Боречек                            | Амайя Лисеага                             |
| 1988 — Троссинген         | Гарбине Баларди                           | Татьяна Лукич                             | Амайя Лисеага                             |
| 1989 — Люцерн             | Мика Вяйрюнен                             | Массимилиано Питокко                      | Тьерри Пайе                               |
| 1990 — Троссинген         | Анхель Луис Кастаньо                      | Мортен Россен                             | Синиша Волявец                            |
| 1992 — Троссинген         | Фредерик Дешамп                           | Ян Мейссль                                | Иньяки Альберди                           |
| 1994 — Мюнстер            | Иньяки Альберди                           | Иньиго Айспиолеа                          | Иньяки Диегес Мириам Лафарг               |
| 1995 — Авеста             | Виталий Дмитриев                          | Филипп Бурлуа                             | Брюно Морис                               |
| 1996 — Дунайска-Стреда    | Петер Катина                              | Дамир Султанов                            | Павел Рунов                               |
| 1997 — Райнах[уточнить]   | Александр Гатауллин                       | Дэвид Фармер                              | Иньиго Айспиолеа                          |
| 1998 — Неймеген           | Константин Ищенко                         | Бобан Николич                             | Даниэль Лис                               |
| 1999 — Троссинген         | Жером Ришар                               | Драган Василевич                          | Доминик Эморин                            |
| 2000 — Крагуевац          | Дмитрий Храмков                           | Александр Васич                           | Драган Василевич                          |
| 2001 — Лондон             | Айдар Гайнуллин                           | Сергей Чирков                             | Милош Миливоевич                          |
| 2002 — Копенгаген         | Александр Поелуев                         | Артём Кузнецов                            | Милош Миливоевич                          |
| 2003 — Штурово / Эстергом | Николай Сивчук                            | Алексей Пересидлый                        | Милан Лазич                               |
| 2004 — Понтарлье          | Александр Селиванов                       | Раде Миятович                             | Евгений Кочетов                           |
| 2005 — Каштелу-Бранку     | Раде Миятович                             | Ринат Валиев                              | Данил Стаднюк                             |
| 2006 — Аскер              | Владимир Черных                           | Ильдар Салахов                            | Венсан Лерме                              |
| 2007 — Александрия        | Александр Севастьян                       | Ли Лон                                    | Линар Давлетбаев                          |
| 2008 — Глазго             | Владислав Плиговка                        | Димитри Буклье                            | Эдуард Аханов                             |
| 2009 — Норт Шор           | Грэйсон Мэйсфилд                          | Ичень Жао                                 | Мингуань Руань                            |
| 2010 — Вараждин           | Петар Марич                               | Милан Видович                             | Петар Мирков                              |
| 2011 — Шанхай             | Ненад Иванович                            | Сю Сяонань                                | Павел Зябко                               |
| 2012 — Сполето            | Сю Сяонань                                | Виталий Кондратенко                       | Александр Веретенников                    |
| 2013 — Виктория           | Александр Коломийцев                      | Никола Пекович                            | Марко Севалич                             |
| 2014 — Зальцбург          | Виталий Кондратенко                       | Лаймонас Салиус                           | Ки Ма                                     |
| 2015 — Турку              | Лев Лавров                                | Владимир Ступников                        | Арсений Строковский                       |
| 2016 — Ростов-на-Дону     | Александр Комельков                       | Никита Власов                             | Павел Масюк                               |
| 2017 — Озимо              | Владимир Ступников                        | Ки Ма                                     | Алексей Мурза                             |
| 2018 — Каунас             | Раду Рэцой                                | Никита Власов                             | Аугустинас Ракаускас                      |
| 2019 — Шэньчжэнь          | Кирилл Русинов                            | Тиан Янан                                 | Артём Малхасьян                           |
| 2020 — Каштру-Марин       | Конкурс не проводился в связи с пандемией | Конкурс не проводился в связи с пандемией | Конкурс не проводился в связи с пандемией |
| 2021 — Мюнхен             | Олжас Нурланов                            | Микеле Бианко                             | Роман Пунейко                             |
| 2022 — Цофинген           | Драгослав Василевич                       | Хань Динь                                 | Алессандро Пальяри                        |
| 2023 — Биелина            | Лука Симич                                | Хань Динь                                 | Петар Динчич                              |
| 2024 — Кастельфидардо     | ZHAI Zhouyang                             | Елжан Жетпис                              | ZHANG Naixin                              |